# 100% (chanson de Sonic Youth)
100% est une chanson du groupe de rock indépendant Sonic Youth, extraite de leur album Dirty, paru en 1992. Elle est l'une des plus importantes du groupe.[évasif] Chanson d'ouverture, elle est le premier des quatre singles de l'album.
En 2010, la chanson a été classée soixantième meilleure chanson des années 1990 selon le webzine américain Pitchfork[réf. nécessaire].
Elle a été classée (no) dans le charts australiens en 1992